# Politetrafluoroetilene
Il politetrafluoroetilene (PTFE) è il polimero appartenente alla classe dei perfluorocarburi (PFC) derivante dall'omopolimerizzazione del monomero tetrafluoroetene. Quest'ultimo è dimostrato altamente cancerogeno in caso di esposizione (permanenza e assunzione) prolungata nel tempo.
Normalmente è più conosciuto attraverso le sue denominazioni commerciali Teflon, Fluon, Algoflon, Hostaflon, Inoflon e Guaflon, in cui al polimero vengono aggiunti altri componenti stabilizzanti e fluidificanti per migliorarne le possibilità applicative, oppure cariche a base di silice, carbone, bronzo, inox e solfato di bario per incrementare le prestazioni in ambito meccanico, pneumatico o chimico, così come per applicazioni farmaceutiche.
È una materia plastica liscia al tatto e resistente a temperature fino ai 260 °C (533,1 K), usata nell'industria per ricoprire superfici sottoposte ad alte temperature alle quali si richiede una "antiaderenza" e una buona inerzia chimica. Le padelle da cucina definite "antiaderenti", sono tali perché ricoperte all'interno di uno strato di PTFE (Teflon).
È inoltre il materiale con il coefficiente di attrito più basso conosciuto, con attrito dinamico TFE-Acciaio pari a 0,04, mentre l'attrito statico è pari a 0,07 / 0,14.

## Storia
Il "PTFE" venne scoperto casualmente nel 1938 da Roy Plunkett durante un tentativo di fabbricazione di un nuovo clorofluorocarburo da usare come refrigerante per i cicli a compressione. Plunkett stava misurando la portata di gas controllando il peso della bombola in cui era contenuto del tetrafluoroetene gassoso. La portata di gas si interruppe molto prima che la bilancia indicasse la bombola di tetrafluoroetilene come vuota.
Una volta segata la bombola Plunkett notò che sulle pareti interne si era formato un rivestimento ceroso estremamente scivoloso e sostanzialmente insolubile anche a contatto con gli agenti chimici più aggressivi. Le analisi chimiche effettuate confermarono che si trattava di politetrafluoroetilene. Kinetic Chemicals brevettò il prodotto nel 1941, e registrò il nome commerciale "Teflon" nel 1945.
Fu l'americana DuPont a produrlo per prima in un suo impianto pilota per fornirne alcune quantità all'esercito statunitense impegnato nella costruzione della prima bomba atomica. All'interno del Progetto Manhattan il PTFE venne usato come rivestimento interno nelle apparecchiature contenenti Esafluoruro di uranio nel complesso K-25 a Oak Ridge, Tennessee.
Nel 1954 un ingegnere francese, Marc Grégoire, su consiglio della moglie provò il Teflon che usava per l'equipaggiamento da pesca sulle sue pentole. I risultati furono così buoni che iniziò la commercializzazione di pentole rivestite di PTFE sotto il marchio di Tefal.
In Italia la produzione industriale del PTFE iniziò nel 1954 ad opera della Montecatini, che lo commercializzò con il nome di Algoflon. La produzione continua ancora oggi nel sito italiano di Spinetta Marengo (AL).
Dal 1999 l'avvocato Statunitense, Robert Bilott, ha intentato una causa federale contro la DuPont presso il tribunale distrettuale degli Stati Uniti per il distretto meridionale della Virginia Occidentale. Bilott ha trascorso più di vent'anni a denunciare lo smaltimento pericoloso delle sostanze chimiche acido perfluoroottanoico (PFOA) e acido perfluoroottansolfonico (PFOS) contenuti nel teflon.

## Sintesi
La polimerizzazione a catena avviene per via radicalica in presenza di un opportuno iniziatore - spesso un ossidante quale l'acqua ossigenata, un persolfato o un perossido organico - in condizioni di temperatura e pressione che dipendono dal catalizzatore scelto.
 n F2C=CF2 → −(F2C−CF2)n−   (ΔHP ≈ -41 kcal/mol)
La reazione può essere condotta per polimerizzazione in sospensione o per polimerizzazione in emulsione acquosa (considerando l'insolubilità del PTFE in qualsiasi solvente organico). È necessario che il tensioattivo utilizzato sia perfluorurato (PFOA, GenX, ...).
La polimerizzazione è una reazione fortemente esotermica, si accompagna cioè ad un grande sviluppo di calore; sono quindi necessari accorgimenti per controllare la temperatura della reazione e impedirle di raggiungere livelli troppo elevati (maggiori di 80 °C), oltre i quali la reazione diventa esplosiva sviluppando tetrafluorometano e carbonio.
CF2=CF2 → CF4 + C  (ΔHR ≈ -85 kcal/mol)

## Proprietà
Il PTFE presenta una serie di caratteristiche peculiari che lo avevano portato ad essere considerato materiale strategico fino agli anni settanta.
Le caratteristiche principali sono:
- la completa inerzia chimica, per cui non viene aggredito dalla quasi totalità dei composti chimici – fanno eccezione i metalli alcalini allo stato fuso, il fluoro ad alta pressione e alcuni composti fluorurati in particolari condizioni di temperatura – e soprattutto non modifica i fluidi con i quali viene posto in contatto, ad esempio i fluidi ultrapuri per l'industria elettronica;
- la completa insolubilità in acqua e in qualsiasi solvente organico;
- ottime qualità dielettriche (65 kV/mm di rigidità dielettrica e εr=2.1);
- ottime qualità di resistenza al fuoco: non propaga la fiamma;
- ottime proprietà di scorrevolezza superficiale: il coefficiente di attrito risulta il più basso tra i prodotti industriali;
- antiaderenza: la superficie non è incollabile (l'angolo di contatto risulta essere 127°), non è noto alcun adesivo capace di incollare il PTFE.

Queste caratteristiche assumono ulteriore importanza se si considera che si mantengono praticamente inalterate in un campo di temperature comprese tra i −80 e 250 °C (193,2–523,1 K).
Il PTFE, inteso solo come derivato 100% del TFE, non fonde a elevate temperature ma si decompone.
A questo problema si è ovviato in diversi modi:
- Sinterizzazione in presenza di cere
- Addizione di monomeri modificanti in fase di polimerizzazione.

Con il secondo modo di procedere si ha la formazione del cosiddetto PTFE modificato lavorabile per stampaggio isostatico per la realizzazione di manufatti oppure per il rivestimento tubazioni per il trasporto di prodotti corrosivi, fino alla variante brevettata GUAFLON ULTRA con sinterizzazione doppia multidirezionale di PTFE caricato e PTFE conduttivo elettrico per la dissipazione delle cariche elettrostatiche.

## Applicazioni

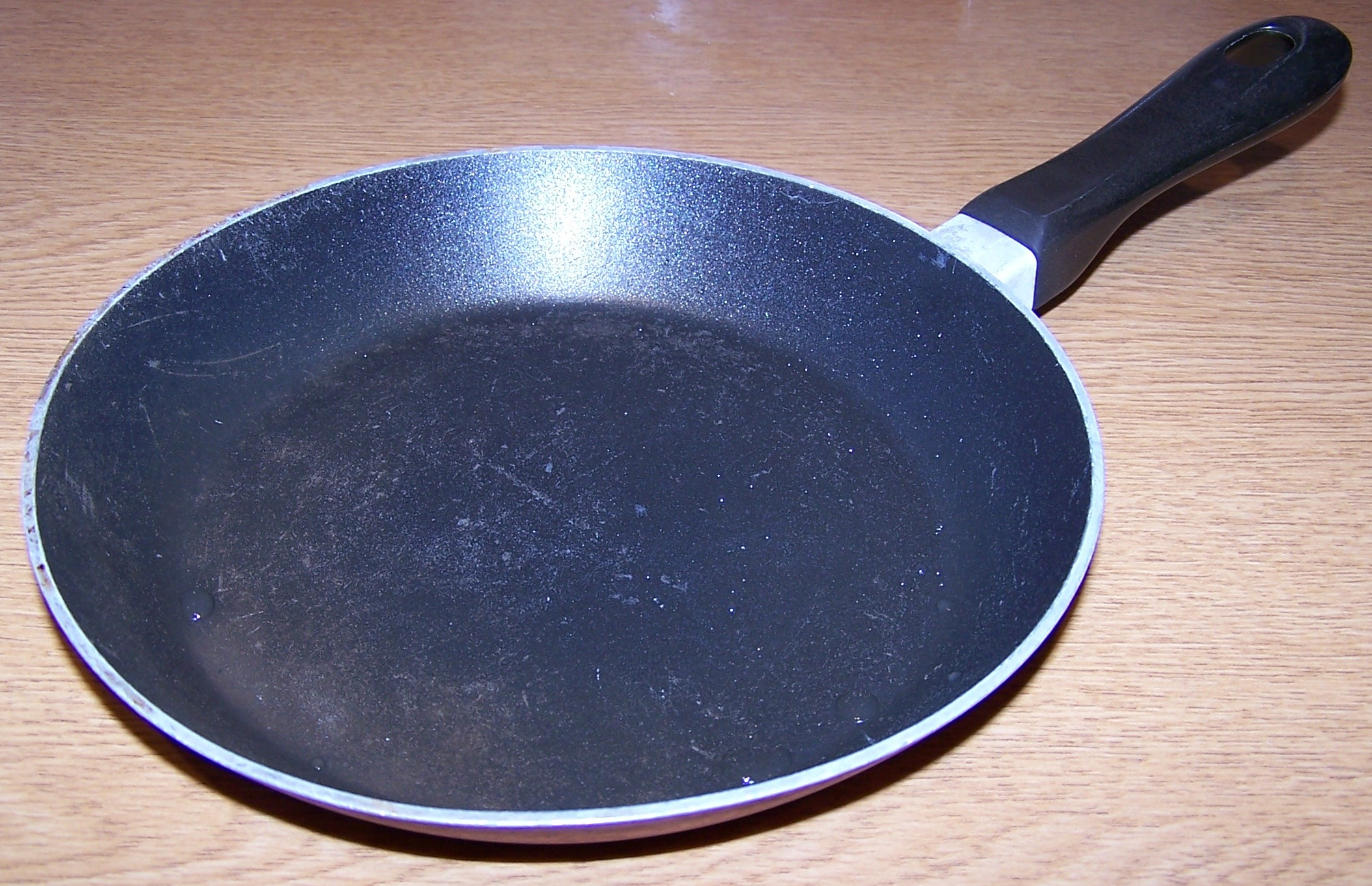
Padella rivestita di Teflon

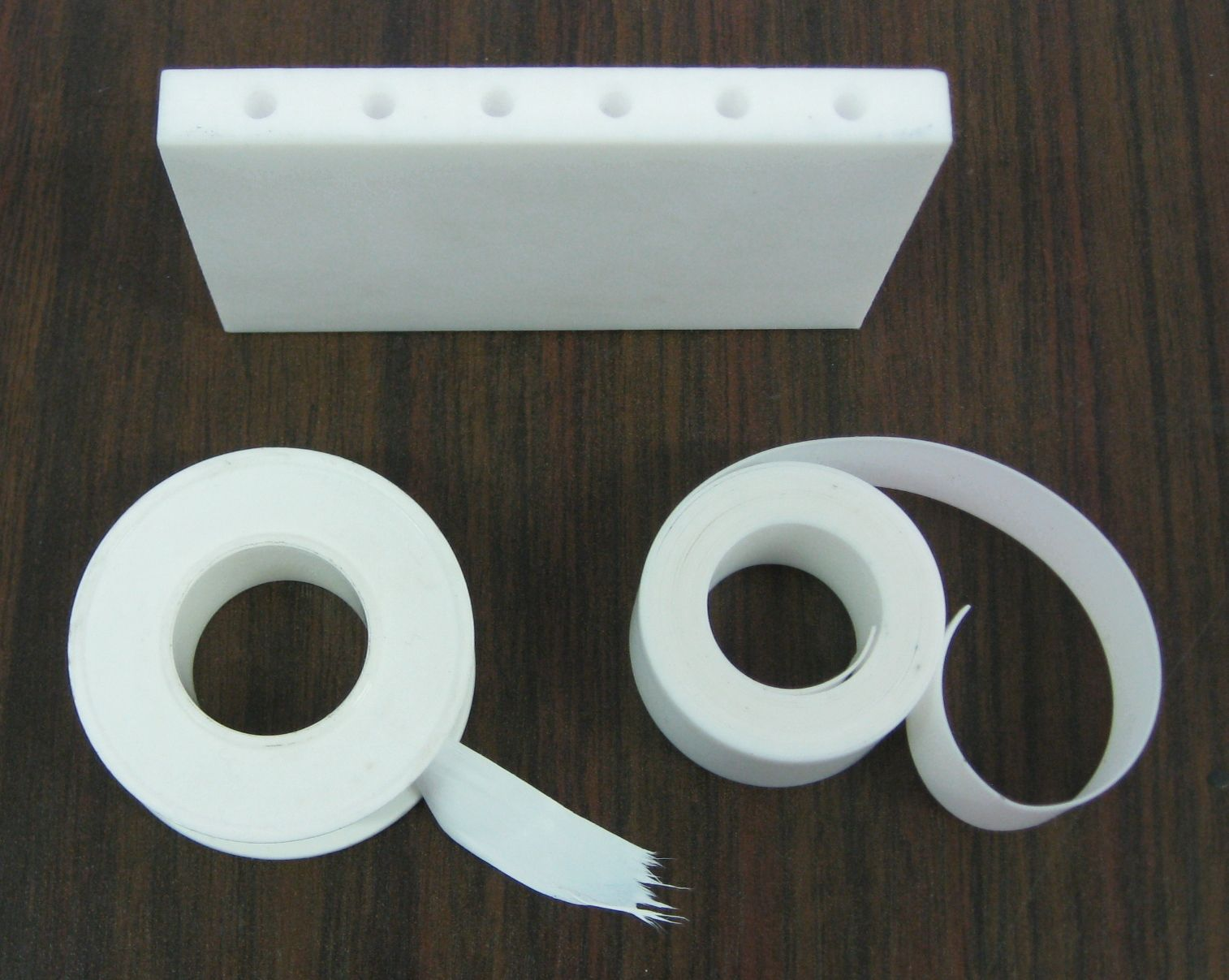
Prodotti in teflon da laboratorio

Le notevoli caratteristiche del PTFE ne hanno fatto uno dei materiali più utilizzati in campo casalingo e industriale.
Come riportato sopra, l'applicazione sicuramente più conosciuta è quella delle padelle antiaderenti (si ricopre la superficie con un sottile strato di teflon in modo che i cibi non si attacchino durante la cottura).
Un utilizzo casalingo degli allevatori di formiche è sfruttarlo come antifuga (si ricoprono i bordi di un'arena per evitare l'evasione di formiche).
Nell'industria chimica è utilizzato per la realizzazione di guarnizioni e parti destinate al contatto con agenti corrosivi (ad esempio l'acido solforico concentrato).
Viene usato nei motori, per abbattere l'attrito del cambio e nei sistemi di iniezione con la carica di grafite guaflex per ridurre l'attrito di primo distacco.
Il PTFE espanso è utilizzato in odontoiatra per creare membrane non riassorbibili, utili negli interventi di rigenerazione ossea guidata (GBR).
Un film di teflon viene usato nei laboratori chimici per garantire la tenuta dei giunti di vetro smerigliato, senza il rischio di incorrere nell'eventuale difficile distacco delle parti.
Un foglio di teflon viene interposto tra due delle piastre metalliche che compongono a sandwich gli apparecchi d'appoggio in acciaio dei ponti. Questi apparecchi d'appoggio funzionano per strisciamento, sfruttando il basso coefficiente d'attrito che si ha tra una superficie in acciaio inossidabile lavorata a specchio ed il PTFE.
Viene utilizzato anche nei tergicristalli dei veicoli.
Nell'industria elettrica è un utile materiale isolante.
In liuteria è utilizzato come additivo nel materiale di costruzione dei capotasti sintetici, come la grafite, affinché vi sia basso attrito tra le corde e il capotasto stesso.
Nella meccanica è utilizzato come ingrediente aggiuntivo al lubrificante per catene di trasmissione nei motocicli e componenti meccanici.
Esistono inoltre additivi al teflon da aggiungere agli oli motore e agli oli trasmissione: si tratta di prodotti che svolgono una funzione antiattrito per i componenti meccanici. 
Nell'informatica è utilizzato come piedini di rimpiazzo dei mouse da gioco, per ridurne l'attrito e la frizione sui tappetini.
Nell'industria della produzione di trafile per pasta alimentare è usato per la realizzazione della parte trafilante degli inserti, che dà alla pasta prodotta con essi l'aspetto liscio e giallo, al contrario della pasta prodotta con inserti con parti trafilanti in bronzo (tradizionali).
L'intera copertura esterna dell'Allianz Arena di Monaco è ricoperta da 2 874 cuscini pneumatici in PTFE, che vengono illuminati a seconda della squadra in campo.

## Sicurezza
A circa 500 °C (773,1 K) si decompone, liberando una gamma di gas fluorurati tossici, fra i quali perfluoropropene e perfluoroisobutene.
{\displaystyle {\ce {...-CF2-CF2-CF2-CF2-CF2-CF2-CF2-CF2-... -> CF2=CF2 -> CF2=CF-CF3 + CF2=C(CF3)-CF3}}}
La pirolisi di PTFE è rilevabile a 200 °C (473,1 K) e sviluppa diversi gas fluorocarburi ed un sublimato. Uno studio su animali condotto nel 1955 ha concluso che è improbabile che questi prodotti vengano generati in quantità significative per la salute a temperature inferiori a 250 °C (523,1 K).
Tuttavia si ritiene generalmente che il PTFE non presenti alcun rischio di tossicità finché viene mantenuto a temperature inferiori ai 200 °C (473,1 K); non richiede pertanto accorgimenti particolari per il suo impiego quotidiano. Vanno invece prese precauzioni durante le fasi di lavorazione e stampaggio.
Mentre normalmente il PTFE è stabile e non tossico, inizia a deteriorarsi quando la temperatura delle pentole raggiunge i 260 °C (533,1 K) e si decompone al di sopra di 350 °C (623,1 K). Questi sottoprodotti della degradazione possono essere letali per gli uccelli e possono causare sintomi simil-influenzali negli esseri umani. Nel maggio 2003 l'organizzazione per la ricerca e la difesa dell'ambiente Environmental Working Group ha presentato un sunto di 14 pagine con la US Consumer Product Safety Commission recante una petizione per una norma che richieda che pentole ed apparecchi riscaldanti con rivestimenti antiaderenti rechino l'etichetta di pericolo per le persone e per gli uccelli.
La carne è solitamente fritta tra 204 e 232 °C (477,1–505,1 K) e la maggior parte degli oli inizia a fumare prima del raggiungimento della temperatura di 260 °C (533,1 K), ma ci sono almeno due oli da cucina (olio di cartamo ed olio di avocado raffinati) che hanno un punto di fumo più alto. Anche le pentole lasciate a scaldare vuote possono superare questa temperatura.